# 何塞·加西亚·布伊特龙
何塞·曼努埃尔·加西亚·布伊特龙（西班牙語：José Manuel García Buitrón，1945年6月14日—2022年9月17日），西班牙医师，政治人物。曾任西班牙参议院议员。

## 生平
1945年生于托雷诺。父亲是一名医生，在他很早就去世了。11岁时，他被送到帕伦西亚圣母会开办的寄宿学校学习。随后，他在圣地亚哥-德孔波斯特拉大学攻读医学，在巴塞罗那专研肾脏科，在马德里专研泌尿外科。1975年在拉科鲁尼亚胡安·卡纳莱霍医院开始了医师职业生涯。1981年1月21日，他是加利西亚第一次肾脏移植手术的负责人之一。他也广泛参与政治活动，是西班牙工人社会党党员，2015年至2016年担任西班牙参议院议员。2022年9月17日在马德里逝世。